# James Mason
James Neville Mason, född 15 maj 1909 i Huddersfield i West Yorkshire, död 27 juli 1984 i Lausanne i Schweiz, var en brittisk skådespelare. Mason uppnådde stor framgång inom brittisk film innan han även blev en av Hollywoods största stjärnor.
Han var ett av de stora namnen inom brittisk film 1944 och 1945, med filmer som Sjunde slöjan (1945) och Svarta damen (1945). Mason spelade även huvudrollen i En natt att leva (1947), den första filmen att vinna BAFTA-priset för bästa brittiska film.
Mason spelade också huvudroller i ett antal framgångsrika brittiska och amerikanska filmer från 1950-talet fram till det tidiga 1980-talet, däribland Rommel – ökenräven, En stjärna föds, En världsomsegling under havet, Lolita, I sista minuten, Fången på Zenda, Resan till jordens medelpunkt, Snudd på brott, Bakom spegeln, Julius Caesar, Georgy - En ploygirl, Spionen måste dö, Age of Consent, Himlen kan vänta, Pojkarna från Brasilien, Domslutet, En studie i skräck och Salem's Lot. Mason nominerades till tre Oscars, tre Golden Globes (samt vann en Golden Globe 1955, för En stjärna föds) och två BAFTA Awards under sin karriär. 

## Biografi
Från mitten av 1940-talet var James Mason en av de ledande stjärnorna inom brittisk film. Mason spelade med i många äventyrs- och krigsfilmer.
James Mason är bland annat känd för sina roller som Norman Maine i En stjärna föds (1954), kapten Nemo i En världsomsegling under havet (1954), professor Humbert Humbert i Lolita (1962), Phillip Vandamm i I sista minuten (1959) och Isaac av York i Ivanhoe (1982). Den sistnämnda filmen visas sedan 1982 i svensk tv på nyårsdagen.
Mason erhöll tre Oscarsnomineringar under sin karriär, den första för En stjärna föds. Han vann dock aldrig.
Mason var gift två gånger:
- Från 1941 till 1964 med den brittiska skådespelerskan Pamela Mason (född Ostrer) (1916–1996); de fick en dotter, Portland Mason Schuyler (1948–2004), och en son, Morgan (som är gift med Belinda Carlisle, sångare i Go-Go's ). Pamela Mason ansökte om skilsmässa från James 1962, på grund av brist på stöd, och hävdade äktenskapsbrott från hans sida med tre Jane Does. Enligt deras son Morgan och andra källor hade Pamela själv haft många affärer, men på grund av sin advokat Marvin Mitchelsons skicklighet vann hon en monetär uppgörelse på minst 1 miljon dollar (9,275 miljoner dollar idag) när äktenskapet slutligen upplöstes 1964; det rapporterades som "Amerikas första miljonskilsmässa". Som ett resultat av denna framgång blev Mitchelson en eftertraktad skilsmässaadvokat för kändisar.
- Den australiensiska skådespelerskan Clarissa Kaye (1971 – hans död). Tobe Hoopers DVD-kommentar till Salem's Lot avslöjar att Mason regelbundet arbetade in avtalsklausuler i sitt senare arbete som garanterade Kaye bitar i hans filmframträdanden.

Masons självbiografi, Before I Forget, publicerades 1981.

## Filmografi i urval
- 1937 – Eld över England
- 1937 – Röda Nejlikans återkomst
- 1939 – Mänskligt villebråd
- 1941 – Fasornas hus
- 1942 – Hattmakarens borg
- 1942 – Alibi
- 1943 – Mannen i grått
- 1944 – Fanny i gasljus
- 1945 – Sjunde slöjan
- 1945 – Svarta damen
- 1947 – En natt att leva
- 1949 – Madame Bovary
- 1951 – Rommel – ökenräven
- 1951 – The Ed Sullivan Show (TV-serie) (gäst)
- 1952 – Affären Cicero
- 1952 – Fången på Zenda
- 1953 – Träffpunkt Berlin

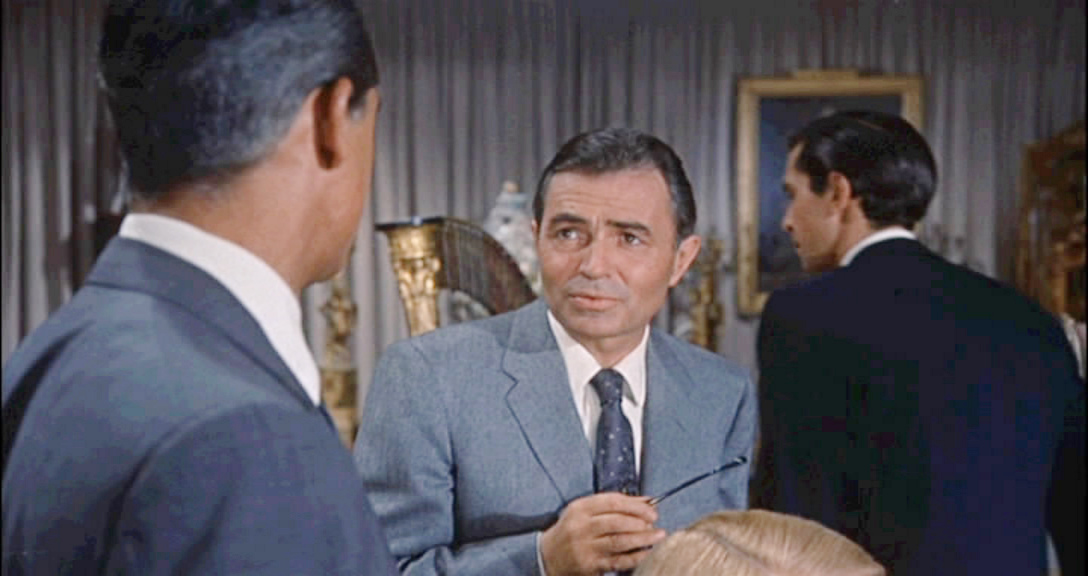
Cary Grant, James Mason (mitten), och Martin Landau i trailern till filmen I sista minuten (1958).

- 1953 – Charade (även manus och produktion)
- 1953 – Julius Caesar
- 1954 – Prins Valiant
- 1954 – En stjärna föds
- 1954 – En världsomsegling under havet
- 1955 – The Ed Sullivan Show (TV-serie) (gäst)
- 1956 – Bakom spegeln
- 1959 – I sista minuten
- 1959 – Resan till jordens medelpunkt
- 1959 – Snudd på brott
- 1960 – Gröna nejlikan
- 1962 – Lolita
- 1964 – Romarrikets fall
- 1965 – Djingis Khan
- 1966 – Georgy - En ploygirl
- 1966 – Spionen måste dö
- 1968 – Mayerlingdramat
- 1968 – Måsen
- 1969 – Age of Consent
- 1973 – Döden går ombord
- 1974 – Skottpengar
- 1975 – Mandingo
- 1976 – De fördömdas resa
- 1977 – Jesus från Nasaret
- 1978 – Himlen kan vänta
- 1978 – Pojkarna från Brasilien
- 1979 – En studie i skräck
- 1979 – Dödsmärkt
- 1979 – Salem's Lot (TV-film)
- 1980 – Specialkommando: Med uppdrag att döda
- 1982 – Ivanhoe (TV-film)
- 1982 – Mord på ljusa dagen
- 1982 – Domslutet
- 1983 – Kapten Gulskägg